# NGC 6708
NGC 6708 is een spiraalvormig sterrenstelsel in het sterrenbeeld Telescoop. Het hemelobject werd op 9 juni 1836 ontdekt door de Britse astronoom John Herschel.

## Synoniemen
- ESO 183-27
- AM 1851-534
- IRAS 18515-5347
- PGC 62569